# Mindenki
Mindenki es un cortometraje húngaro de 2016 escrito y dirigido por Kristóf Deák. Ambientado en 1991, narra la historia de una niña que asiste a una nueva escuela primaria y forma parte del destacado coro de la escuela. En 2017, la película ganó el Óscar al mejor cortometraje en la 89.ª entrega de los Premios Óscar.

## Trama
La historia transcurre en Budapest en 1991. Zsófi (Dorka Gáspárfalvi) ingresa a una nueva escuela primaria y se hace amiga de Liza (Dorottya Hais). Aunque se une al premiado coro de la escuela, su profesora de canto, Erika, le dice que podrá integrar el coro pero sin cantar, debido a que no la considera lo suficientemente buena y el grupo se está preparando para una competición con la posibilidad de ganar un viaje a Suecia. Zsófi está claramente molesta, pero obedece a la profesora y mantiene su pedido en secreto.
En un ensayo posterior, Liza se da cuenta de que Zsófi no canta y Zsófi le cuenta el secreto entre ella y la profesora. En el próximo ensayo Liza se enfrenta a la profesora, pero se le dice que es por el bien del coro que solo los mejores canten. Erika también le dice a Liza que no quiere avergonzar públicamente a quienes no cantan bien y le pide a todos ellos que levanten la mano. Zsófi se da cuenta de que ella no era la única a quien se la había pedido que no cante. Más tarde le dice a Liza que tiene un plan.
Llega el día de la competición. Cuando se supone que el coro de Erika debe empezar a contar, los niños comienzan a gesticular la letra en silencio, ninguno de ellos canta. Después de que Erika abandona el escenario frustrada, los niños comienzan a cantar.

## Reparto
- Dorka Gáspárfalvi como Zsófi.
- Dorottya Hais como Liza.
- Zsófia Szamosi como Erika.

## Producción
La trama está basada en una historia que el director Kristóf Deák escuchó de un amigo sueco. El primer guion fue escrito en 2012 con dos comediantes ingleses, Bex Harvey y Christian Azzola, y estaba ambientado en una locación angloparlante en lugar de Hungría. En 2014 Deák reescribió el guion y recibió una inversión de 8 000 000 forintos de parte de la Autoridad de Medios Nacionales y Comunicaciones, la suma más elevada que se le puede otorgar a cortometrajes y películas experimentales. Otros 2 000 000 fueron aportados por el estado, los cineastas y el estudio de cine.
Fueron los primeros papeles como protagonista de Dorka Gáspárfalvi y Dorottya Hais, quienes fueron seleccionadas de entre ochenta niños que asistieron al casting de los roles. El coro que apareció en el filme fue elegido de entre cinco coros escolares.
La película se filmó durante seis días, y el montaje y la posproducción tardó un año; el filme se terminó de realizar en el otoño de 2015.